# Pettinengo
Pettinengo là một đô thị ở tỉnh Biella vùng Piedmont của nước Ý, có vị trí cách khoảng 60 km về phía đông bắc của of Torino và khoảng 3 km về phía đông nam của of Biella. Tại thời điểm ngày 31 tháng 12 năm 2004, đô thị này có dân số 1.567 người và diện tích là 11,5 km².
Pettinengo giáp các đô thị: Andorno Micca, Biella, Bioglio, Callabiana, Camandona, Piedicavallo, Pila, Piode, Rassa, Ronco Biellese, Scopello, Selve Marcone, Tavigliano, Ternengo, Valle Mosso, Valle San Nicolao, Veglio, Zumaglia.